# Żerniki Małe
Żerniki Małe (niem. Klein Sürding) – wieś w Polsce położona w województwie dolnośląskim, w powiecie wrocławskim, w gminie Kobierzyce.

## Podział administracyjny
W latach 1975–1998 miejscowość administracyjnie należała do województwa wrocławskiego.

## Demografia
Według spisu powszechnego w 1905 r. wieś zamieszkiwało 134 osoby: 52 ewangelików (wszyscy Niemcy) oraz 82 katolików, w tym: 36 Niemców i 46 Polaków. Według Narodowego Spisu Powszechnego (III 2011 r.) mieszkało w niej 215 osób. Jest dziewiętnastą (spośród 32) co do wielkości miejscowością gminy Kobierzyce.